# Gorgonidium
Gorgonidium es un género de plantas con flores de la familia Araceae. Es originario desde Perú hasta el norte de Argentina.
Las espatas tienden a ser de color morado y las frutas son de color negro.
Tubérculos blancuzcos de suave piel, entre 2 a 12 cm de diámetro, crecen a 15 o más centímetros del tallo, sabor un tanto dulzón al principio, luego suavemente astringente, posteriormente, su savia, ataca los tejidos epiteliales bucales, sensación de picor estrellado bastante fuerte, sus efectos duran por varias horas y se sienten hasta en el estómago, no se aconseja su ingestión.
Seco y pulverizado se utiliza como remedio casero de aplicación tópica, para la cura de bicheras, al ganado bovino y equino.

## Taxonomía
El género fue descrito por Heinrich Wilhelm Schott y publicado en Annales Museum Botanicum Lugduno-Batavi 1: 282. 1864.  La especie tipo es: Gorgonidium mirabile Schott

## Especies
- Gorgonidium beckianum Bogner, Willdenowia 38: 195 (2008).
- Gorgonidium bulbostylum Bogner & E.G.Gonç., Willdenowia 32: 326 (2002).
- Gorgonidium cardenasianum (Bogner) E.G.Gonç., Aroideana 26: 24 (2003).
- Gorgonidium intermedium (Bogner) E.G.Gonç., Aroideana 26: 25 (2003).
- Gorgonidium mirabile Schott, Ann. Mus. Bot. Lugduno-Batavi 1: 283 (1864).
- Gorgonidium striatum Hett., Ibisch & E.G.Gonç., Brittonia 55: 37 (2003).
- Gorgonidium vargasii Bogner & Nicolson, Bot. Jahrb. Syst. 109: 543 (1988).
- Gorgonidium vermicidum (Speg.) Bogner & Nicolson, Bot. Jahrb. Syst. 109: 548 (1988).